# ソユーズ (ロケット)
ソユーズ (ロシア語: Союз、GRAU index 11A511) はソビエト連邦の使い捨て型打ち上げ機。OKB-1が開発し、サマーラの第一国家航空工場が生産していた。ソユーズ計画においてソユーズの打ち上げに使われ、最初の飛行は無人のソユーズの打ち上げで、その後19回にわたって有人打ち上げを行った。
第1段に4機のRD-107、第2段にRD-108を利用しており、第3段にはRD-0110が利用されている。
ソユーズの初飛行は1966年であり、ボスホートの派生として開発されたが、新型・向上型のロケットを1段と2段に導入しており、これは旧型の種類に置き換えられ、すべてのR-7系統のロケットの標準となった。中央の2段と周りの4機のロケットからなるが、ロシアでは周りの4機を第1段と数えており3段構成とする。
1975年に失敗におわったソユーズ18aの打ち上げは11A511の最後の有人飛行となり、これはアポロ・ソユーズテスト計画の前に起こったために、アメリカはソ連にこの失敗の詳細を求めた。ソ連側はソユーズ19は11A511Uで新型のブースターを使っており、ソユーズ18aの故障は関係していないと回答した。
ソユーズロケットは発射場近くのMIKビルで水平の状態で組み立てられ、運搬された後発射台で起こされる。

## ギャラリー

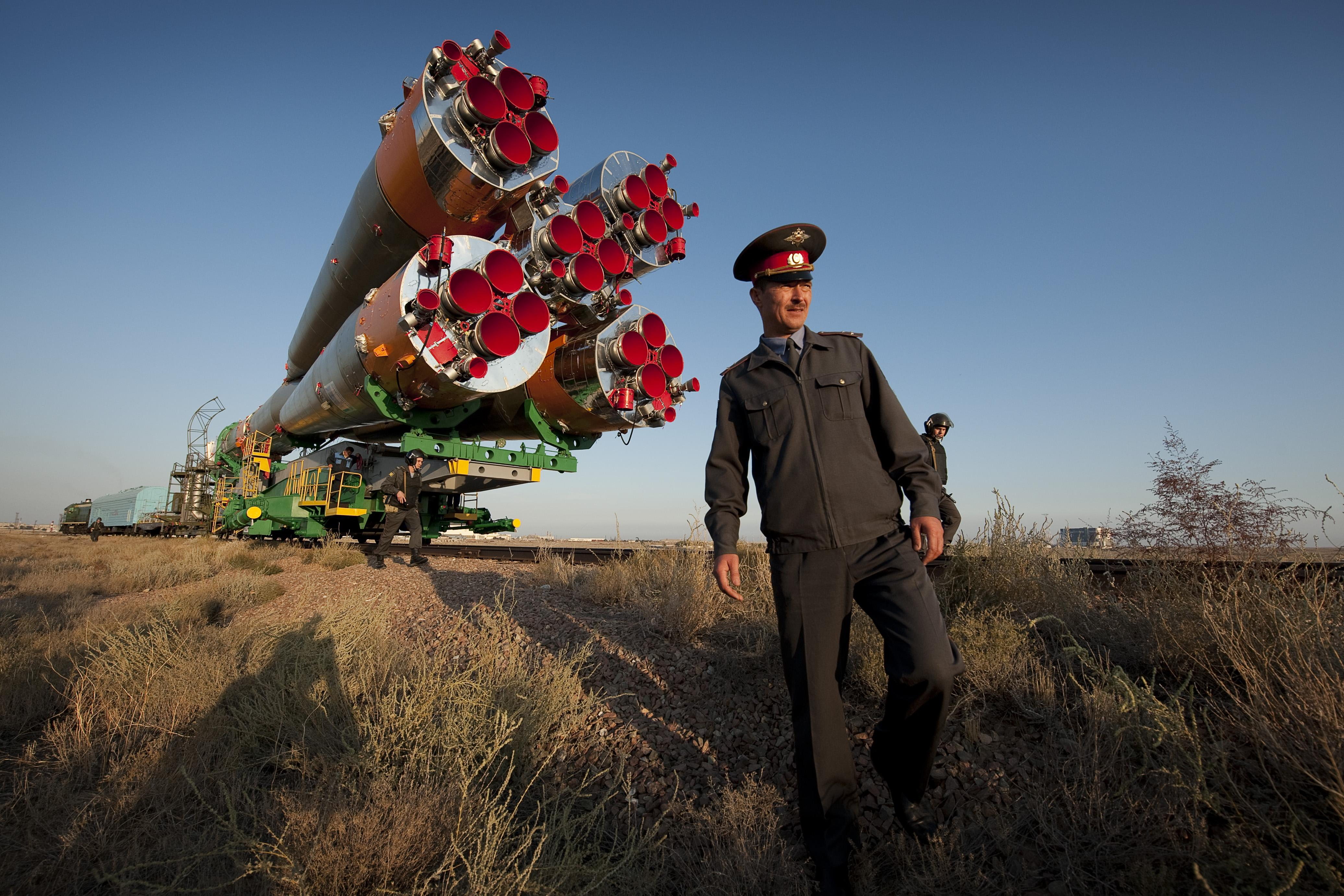
テールノズル
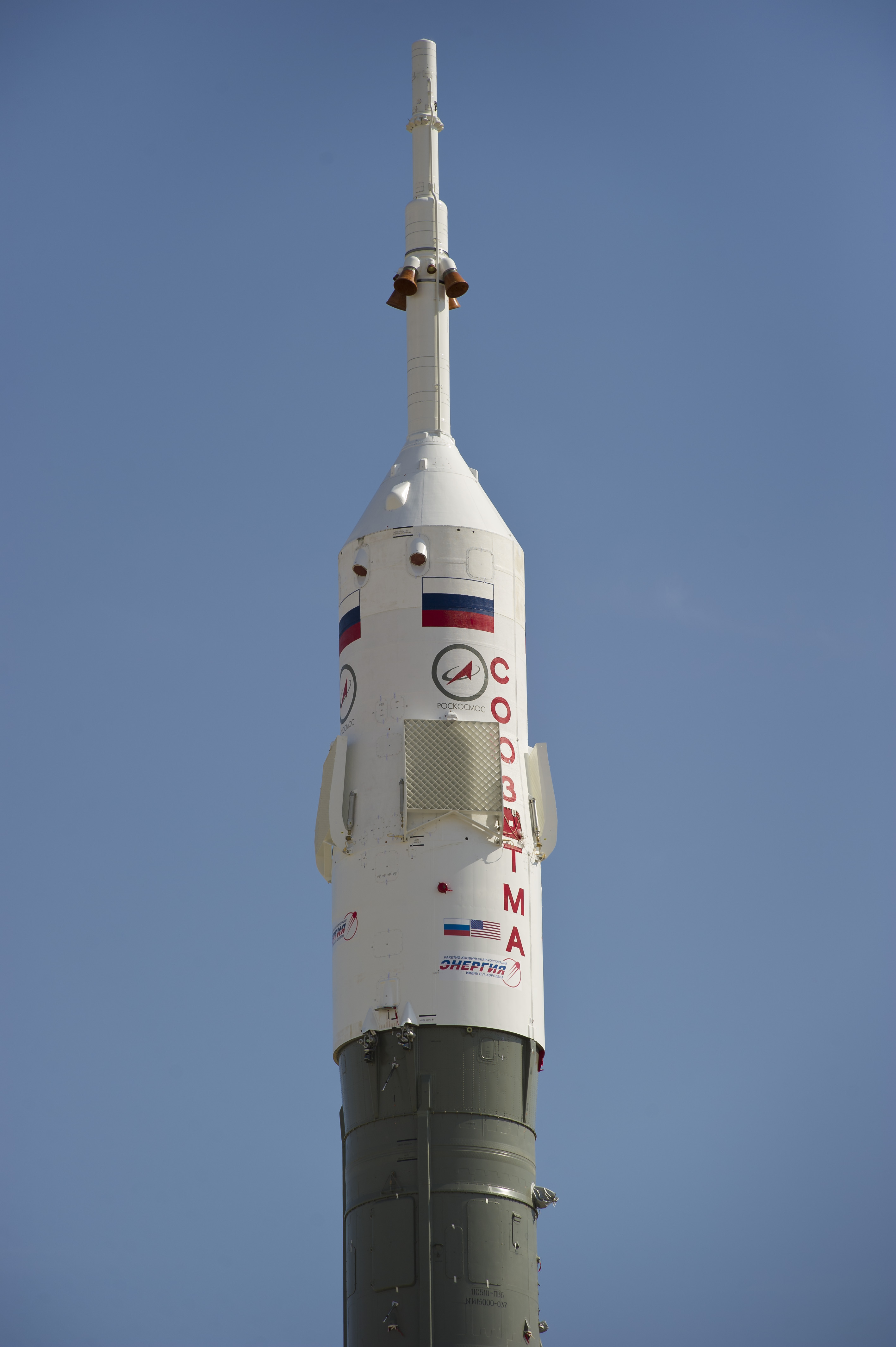
ソユーズ TMA-02M ロケット上部。乗員モジュール
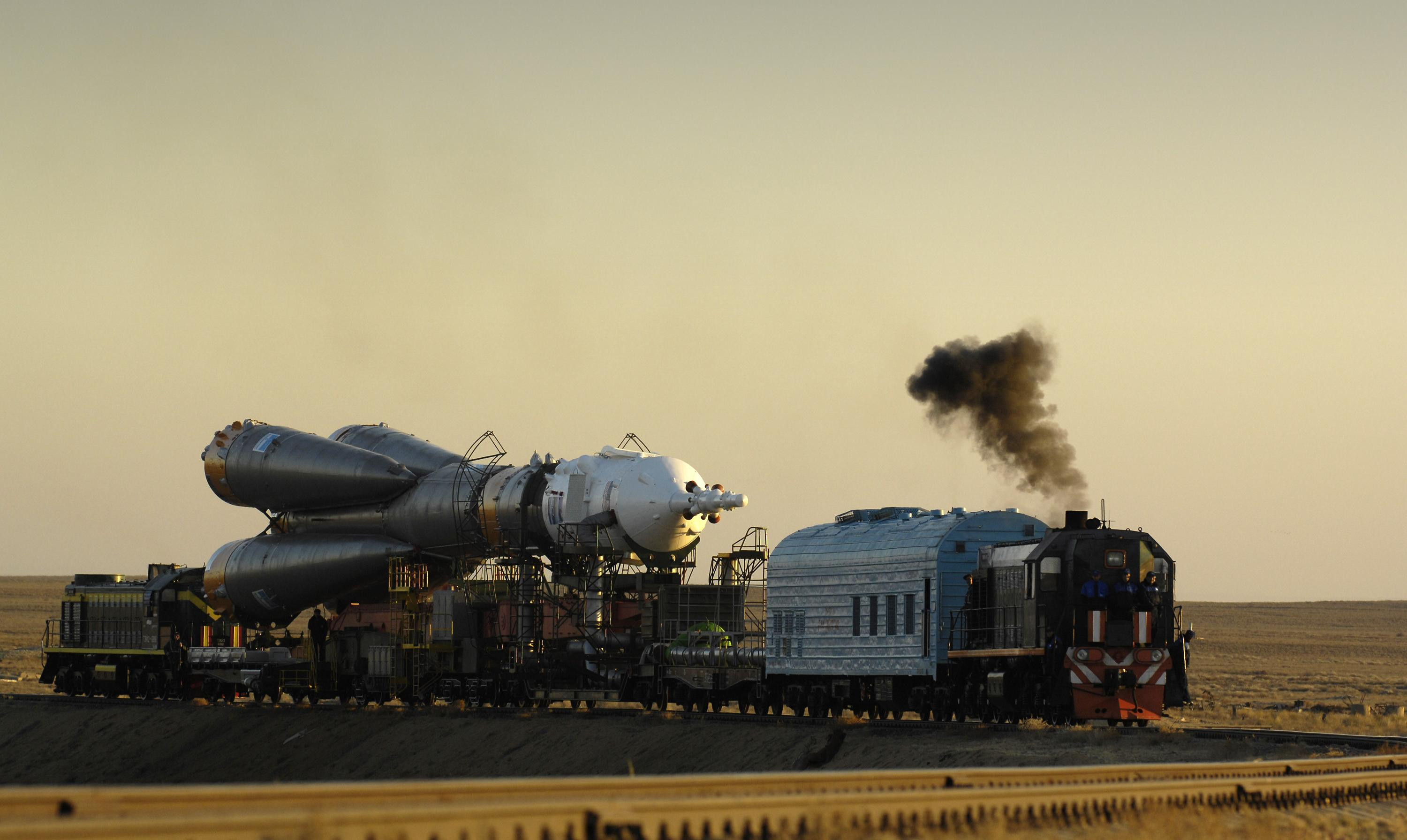
鉄道で輸送中
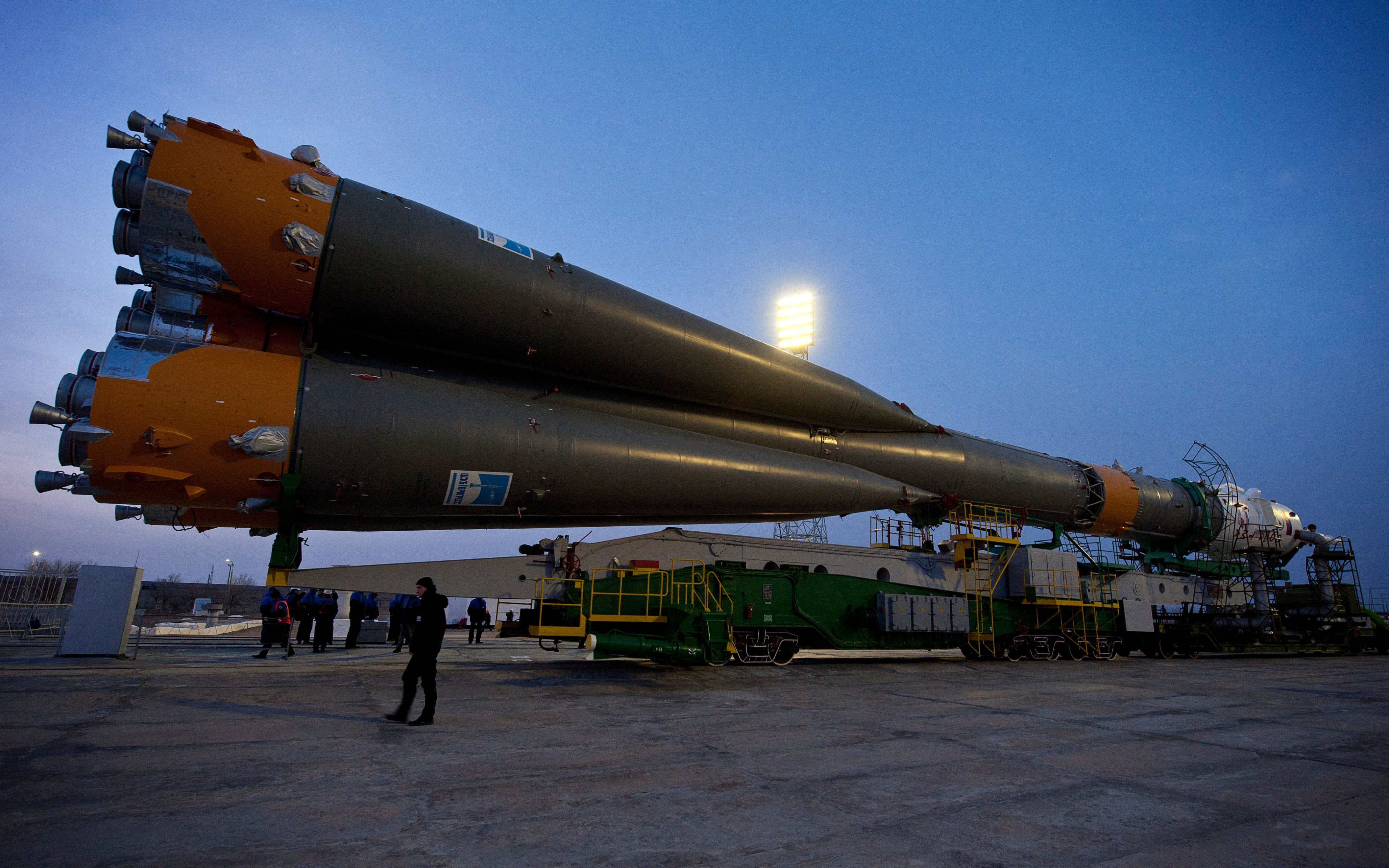
発射台に運ばれる空母艦載ロケット（カザフスタン、バイコヌール）
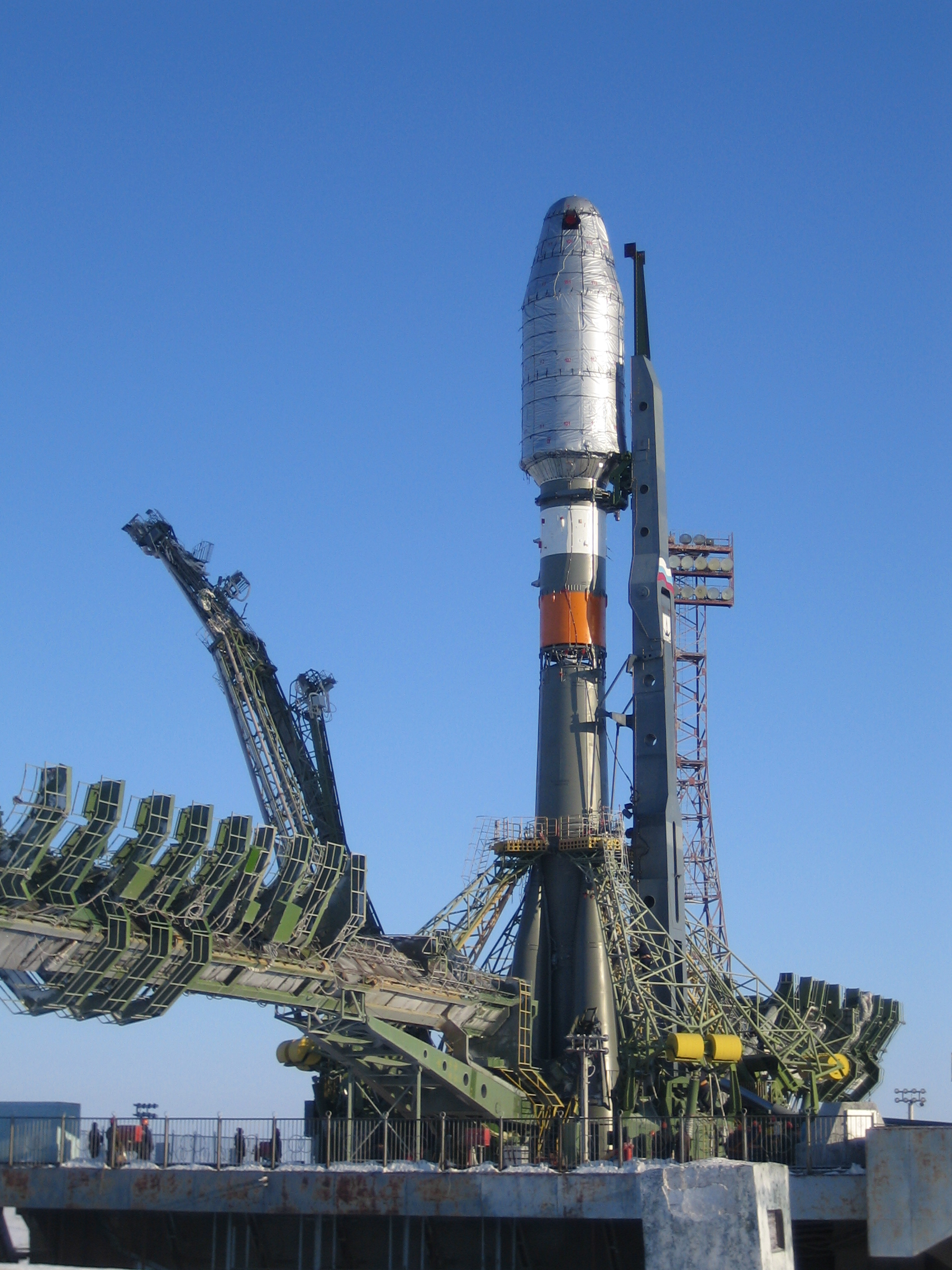
2007年